# W. Sterling Cole
William Sterling Cole, född 18 april 1904 i Painted Post, New York, död 15 mars 1987 i Washington, D.C., var en amerikansk politiker. Han var republikansk medlem av USA:s representanthus 1935–1957. Han var generaldirektör i IAEA 1957–1961.